# SJ Götalandståg
SJ Götalandståg AB är ett dotterbolag helägt av SJ AB som kör regional- och pendeltågen i Västsverige under namnet Västtågen. Bolaget bildades i april 2012 och tog 1 maj över all tågtrafik från DSB Väst AB, det danska företag som sedan december 2010 kört regional- och pendeltåg på uppdrag av Västtrafik.  
Företaget fick uppdraget att från 1 maj 2012 och tre år framåt köra Västtrafiks pendeltåg i Göteborgsområdet samt regionaltågen inom Västtågen-systemet (ett samarbete mellan Västtrafik, Hallandstrafiken och Jönköpings länstrafik) med undantag för Kinnekulletåget som då kördes av Arriva AB. Efter en upphandling som genomfördes 2014 fick SJ AB kontraktet att fortsätta köra Västtågen och pendeltågen i Göteborgsområdet från december 2015 till december 2024. Detta sker i SJ Götalandstågs regi. Från och med den 19 juni 2016 tog de även över driften för Kinnekulletåget.
Lokförare och tågvärdar utgår från företagets depåer i Göteborg, Borås, Uddevalla, Falköping, Nässjö och Lidköping. Administrationen är placerad främst i Göteborg.
Operativ driftledning sköts genom SJ AB vid SJ Trafikledning i Göteborg.
SJ Götalandståg bemannar även på uppdrag av moderbolaget en del av Krösatågen.